# قرية سيدي موسى (أولاد عراض)
قرية سيدي موسى هو دُوَّار يقع بجماعة أولاد عراض، إقليم قلعة السراغنة، جهة مراكش آسفي في المملكة المغربية. ينتمي الدوّار لمشيخة أولاد عراض التي تضم 12 دوار. يقدر عدد سكانه بـ 568 نسمة حسب الإحصاء الرسمي للسكان والسكنى لسنة 2004.

## روابط خارجية
- البوابة الوطنية للجماعات الترابية نسخة محفوظة 12 مارس 2018 على موقع واي باك مشين.
- المندوبية السامية للتخطيط